# 경기게임마이스터고등학교
경기게임마이스터고등학교(京畿게임마이스터高等學校)는 대한민국 경기도 안양시 동안구 비산동에 있는 공립 고등학교이다.

## 학교 연혁
- 1995년 2월 28일 : 희성정보산업고등학교 설립인가
- 1995년 3월 1일 : 초대 이영성 교장 취임
- 1995년 3월 2일 : 제1회 입학식 (4개학과 648명)
- 1996년 3월 2일 : 관악정보산업고등학교로 교명 변경
- 1998년 2월 11일 : 제1회 졸업식 (4개학과 495명)
- 2005년 6월 30일 : 샛별관 교실 및 3층 합숙소 증축
- 2009년 4월 28일 : 본관 2~3층 6실 증축(주차장쪽)
- 2011년 3월 1일 : 경기글로벌통상고등학교로 교명 변경
- 2012년 12월 31일 : 뷰티실, 피부관리실습실, 이러닝컨텐츠실, 제과제빵실 조성
- 2018년 11월 30일 : 학급감축 승인[국제통상경영과(2), 국제통상IT컨텐츠과(2), 글로벌뷰티경영과(2)]
- 2019년 4월 22일 : 산업수요 맞춤형 고등학교(마이스터고) 지정 고시
- 2020년 3월 1일 : 경기게임마이스터고등학교로 교명 변경
- 2024년 1월 9일 : 제27회 졸업식 (마이스터 2기, 68명) 총 11,411명 졸업
- 2024년 3월 1일 : 제12대 정대식 교장 취임
- 2024년 3월 4일 : 제30회 입학식(게임개발과 4학급 75명)

## 설치 학과
- 게임개발과

## 참고 자료
- 경기게임마이스터고등학교 - 한국교육학술정보원 학교알리미